# Karol Varga
Karol Varga (* 1956) ist ein ehemaliger tschechischer Basketballspieler.

## Werdegang
Varga, ein 2,02 Meter großer Spieler für die Innenposition, war tschechoslowakischer Nationalspieler.
Auf Vereinsebene wurde er 1989 mit Baník Cígel Prievidza unter der Leitung von Trainer Ján Hluchý tschechoslowakischer Meister. In der Saison 1989/90 stand Varga zeitweilig beim finnischen Erstligisten Torpan Pojat unter Vertrag und trat mit der Mannschaft in der Korisliiga sowie im Europapokal Korać-Cup an.
1990 wechselte er zum Regionalligisten USC Heidelberg nach Deutschland. Nach seiner Heidelberger Zeit verzog Varga aus beruflichen Gründen nach Bayern.